# Alternanthera maritima
Espèce
Classification APG III (2009)
Alternanthera maritima est une espèce de plante herbacée de la division des Magnoliophyta.